# Eduardo Chapero-Jackson
Eduardo Chapero-Jackson (Madrid, 1971) est un réalisateur, scénariste et producteur espagnol.

## Filmographie

### Réalisateur et scénariste
- 2005 : Contracuerpo (court métrage)
- 2007 : Alumbramiento (court métrage)
- 2008 : The End (court métrage)
- 2011 : Verbo
- 2012 : Los mundos sutiles
- 2015 : El séptimo sueño (Le septième rêve)
- 2016 : La embajada (L'ambassade) - série de Bambú Producciones pour Antena 3
- 2017 : Tiempos de guerra - série de Bambú Producciones pour Antena 3
- 2019 : El embarcadero (La Jetée) - série de Atresmedia Studios et Vancouver Media pour Movistar+
- 2021- : Élite: Historias breves (Élite : Histoires Courtes)- série pour Netflix

### Producteur
- 2001 : Los otros (producteur associé)
- 2007 : Alumbramiento (producteur exécutif)
- Un viaje mar adentro (producteur)